# 何明德
何明德（1922年—1998年2月1日），原名陳明德，臺灣嘉義縣民雄鄉人，領導嘉邑行善團在臺灣各地造橋行善。

## 生平
何明德為嘉義民雄人，家中務農，母親姓陳，父親何獅改姓陳。

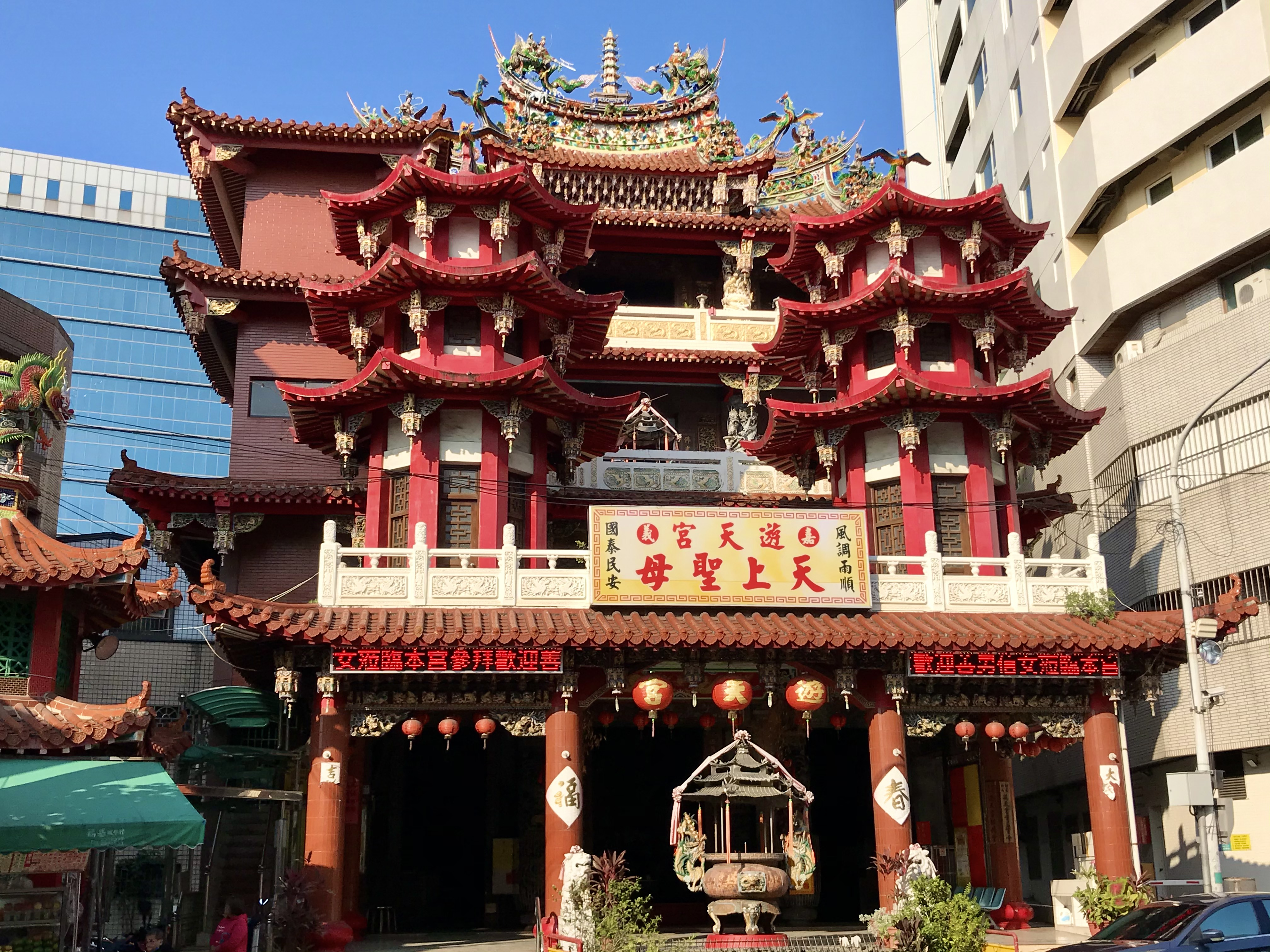
嘉義市遊天宮

何明德自瑞芳土木測量學校（今瑞芳高工）畢業後，進入嘉南水利會，廿九歲時擔任該會分支機構店長，後辭職經營錢莊，多年後在嘉義市區開設雜貨店。他參與嘉義市遊天宮廟務長達近三十年，平常時候勤於研讀佛書，以《釋迦牟尼傳》影響他最深，在次子車禍過世後，茹素拜佛更加虔誠。因見到朋友被馬路坑摔傷，所以立志修補馬路、吊橋。1960年代，他加入嘉義市行善堂，該團體主以補修馬路、吊橋至救濟院與施米濟貧為主，嘉義市圳頭里嘉邑天元宮前的玄明橋是該堂第一座建的橋。在白天時，他會先去丈量馬路上的窟窿，回來就向自家雜貨店隔壁的鋼鐵廠購買鐵皮，將尺寸修剪，晚上再把鐵皮拿去蓋住坑洞。 
1971年，何明德與友人到中埔鄉石硦村一帶補吊橋時，當地人告訴他們前幾日山洪爆發，一對兄弟在上學途中涉溪淹死，還感慨若有一座橋，這對兄弟就不會被淹死，於是他發心四處造橋。該年6月，長九點八公尺、寬五公尺的惠生橋在石硦村後坑仔建造完成。
行善堂剛開始只有廿二名成員，在中埔鄉完成兩座橋後，聲名大噪，窮鄉僻壤的民眾陸續登門求助。1972年10月31日，大林鎮縣議員吳光耀建議下，嘉義縣長黃老達特撥支五萬元，補助他們在大林鎮梅山鄉交界處建橋。同年12月17日，他們在竹崎鄉沙坑村沙坑溪建橋時，人數已有百餘人。1974年1月13日，在竹崎鄉獅埜村獅頭溪建立大協橋時，人數已達二百餘人。如陳秀治就是在中年時加入，晚年更捐巨資建橋。
1980年，行善堂更名為「嘉邑行善團」。該團與團員保持連絡的方式是一分內部印行刊物，內容包括建立橋梁各地點、費用明細、樂施棺木者與喪葬費明細等各種相關資料。每期造橋竣工收支徵信，燒寫捐款者姓名疏文，祭告上天。

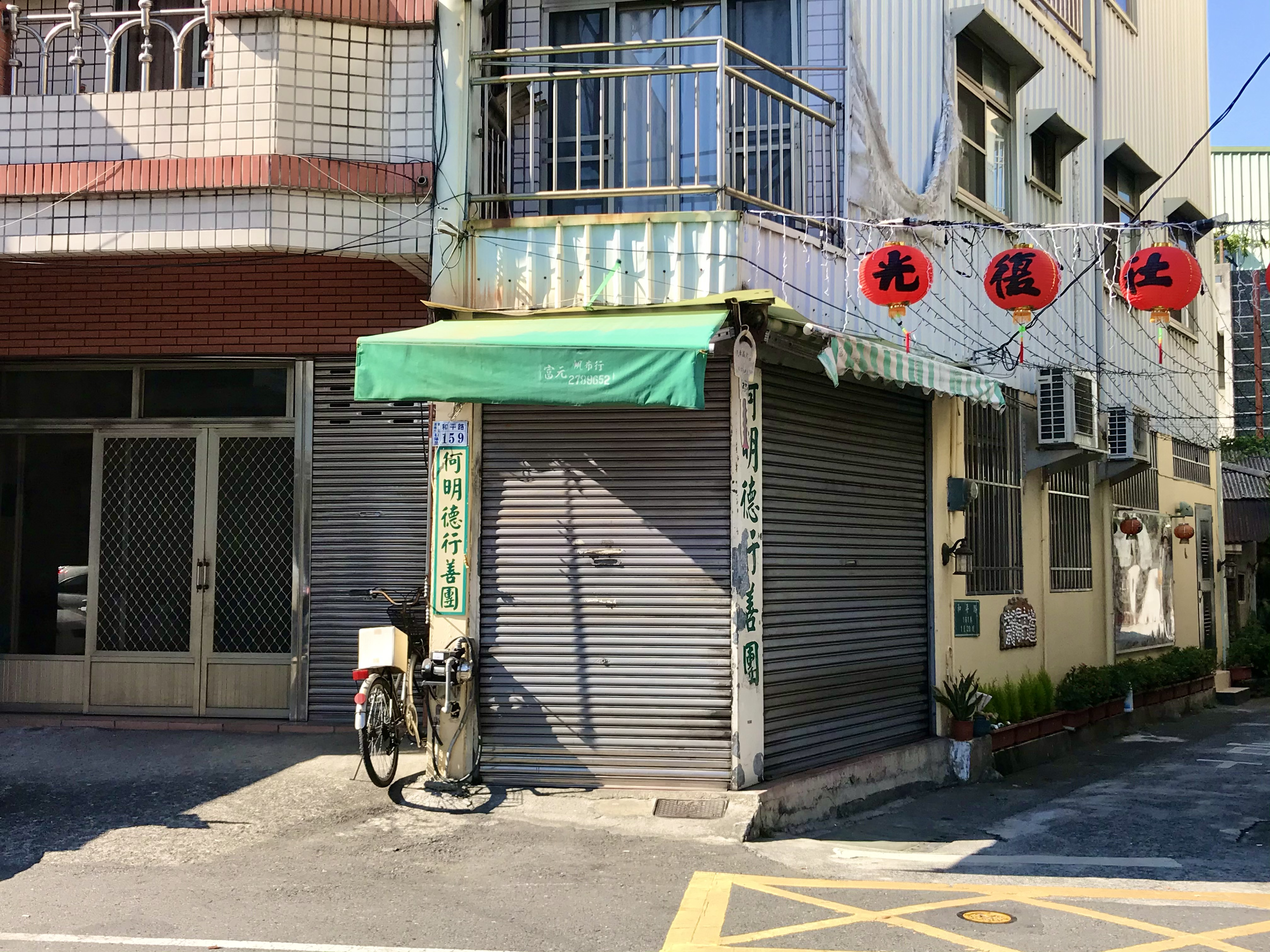
原先行善團團址在嘉義市民族路的遊天宮，後改為嘉義市和平路159號。

多年來，學土木工程的何明德一直是這些橋梁設計者，有關材料購買、交通連繫、經費收支、行動擬定，也幾乎由他一人負責，偶爾由女兒協助會計事務。資深團員民雄鄉婦人盧林金回憶，以前跟何明德團長造橋，搭遮雨布棚簡陋貨車，後才有遊覽車坐。何明德被行善團成員稱為「善頭」，意思是「帶領大家行善的頭頭」。在六十歲以前，他名字一直是「陳明德」，其兒女也都姓陳，為完成父親改回本姓何的的遺願，他過繼給妻子李秋良的何姓大姨當養子，順利改為「何明德」。1982年第一百座橋大謝橋後，其後橋名帶有「善」，且把餘款施棺孤苦貧困人家。興建第一百座橋前，他以每座橋所需經費，募捐費會是每人三十元，也有五十元、六十元、一百五十元不等，直到第一百座橋以後，才固定每份造橋功德金一百元。為讓人人不分貧富貴賤都有行善機會，他規定不收沒有具名的捐款。1992年第一百九十三座善進橋完成，改以「行」為橋名，至於橋名第二個字，則由團員建議約八十個名字，再擲筊杯請濟公決定。
1994年9月，總統府第一局副局長張平男被麥格塞塞獎基金會邀請作任社區領導類獎項的提名人，他先指派專人請台灣省和北高兩市社會局處，蒐集歷年來曾受表彰的優良社會服務人員資料，發現何明德的事蹟而提名出去。1995年8月29日，何明德到馬尼接受拉蒙·麦格塞塞奖領袖獎時，轉手又將獎金五萬美元捐贈給菲國孤兒院及嘉義市警局買救護車一輛。1995年7月14日，省議員王兆釧質詢說，國中小教材太偏重中國政治人物的個人崇拜，缺乏臺灣鄉土賢人的介紹，省教育廳長陳英豪則回應表示將在一年內把台灣的賢人事蹟先編入補充教材中，包括甫獲菲律賓麥格塞塞獎的何明德。
晚年，何明德有感眼力較差，逐漸將橋樑設計工作傳承給嘉義市人郭淑芬接手。1996年颱風賀伯，他們在雲嘉南所造的二百多座橋，僅竹崎鄉光華村的行驗橋，因山崩而被沖失。
何明德因積勞成疾罹患肝癌，1998年2月1日晚上9點20分在嘉義市和平路家中去世。骨灰安放於嘉義市普照寺，身前共建造完成二百廿八座橋。

## 身後

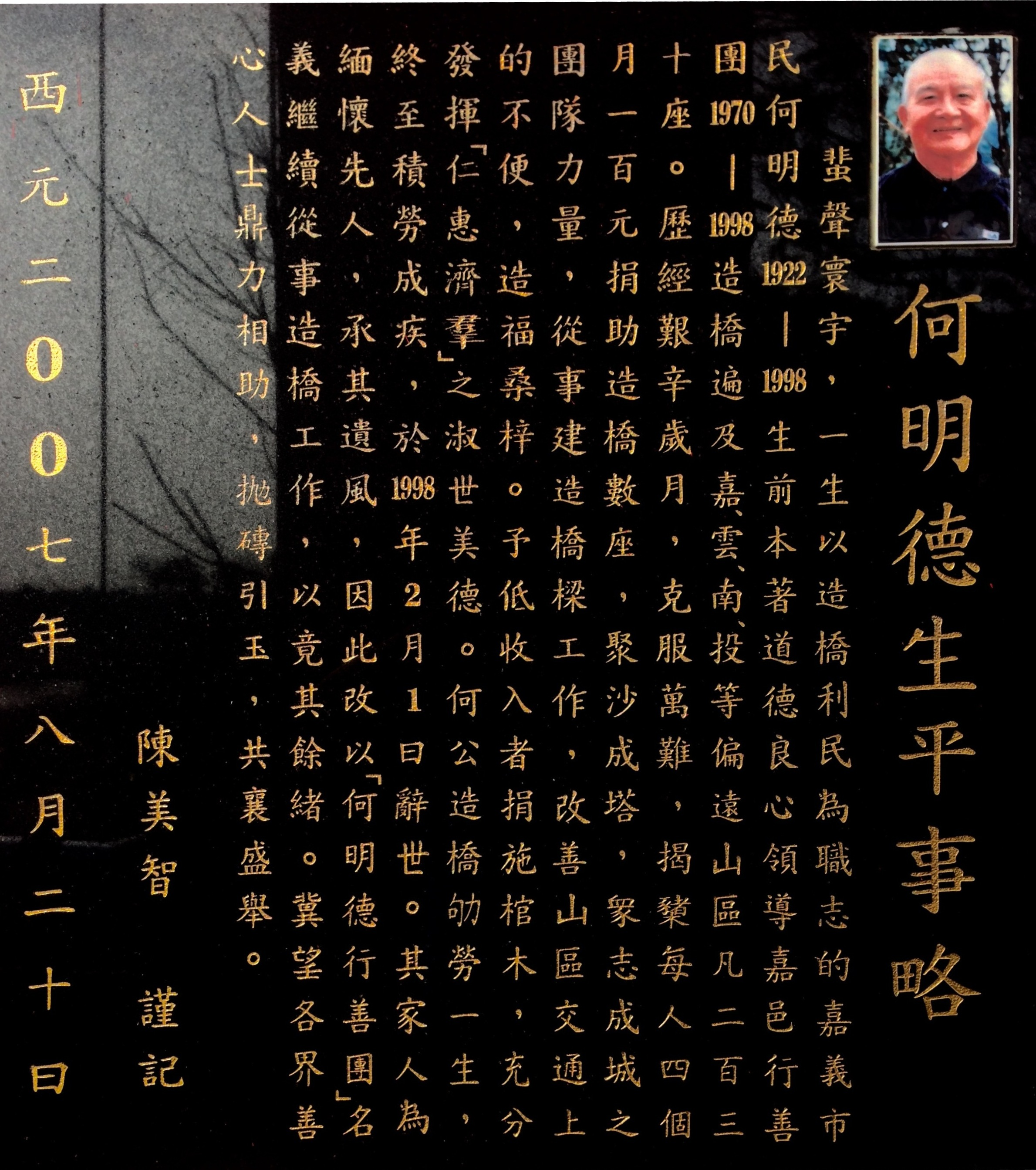
何明德行善團在嘉義市南端八掌溪所建的行嘉吊橋於2007年9月23日舉行通行典禮。此照片是該吊橋上的〈何明德生平事略〉。

1998年，何明德事蹟納入翰林出版的國小二下國語教科書「值得尊敬的人」單元。同年4月19日，嘉邑行善團在番路鄉觸口村建造第二百三十座、何明德生前規劃的最後一座橋──行圓橋時，斗南鎮成員張岡義、章坤席，在返家路上車禍過世。6月28日，行圓橋通車典禮時，行善團已分裂成嘉義市嘉邑行善團、與何明德行善團。
2003年，嘉義市嘉邑行善團將其建造的第兩百三十一座橋命名為「懷德橋」，以紀念何明德。
何明德女兒陳美智領導的何明德行善團，則於2012年重建了1984年嘉邑行善團所建台南市白河區仙草里的善忍橋，改名「行羌橋」。
2018年，嘉義市嘉邑行善團透過鄉親葉清水找到惠生橋遺址，立牌紀念。
2019年9月29日，太保市仁珠橋工程，當初跟隨何明德的盧林金已一百零四歲，依然參與。

## 外部連結
- 何明德行善團官方網站
- 嘉義市嘉邑行善團官方網站